# Kościół Mariacki w Stralsundzie

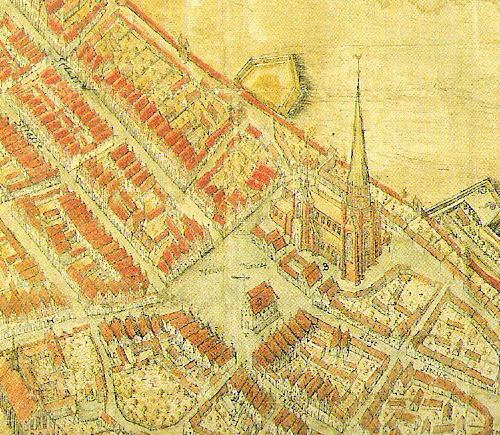
Kościół Mariacki na planie miasta z 1647 r. jeszcze z wysoką wieżą

Kościół Mariacki w Stralsundzie – trójnawowa bazylika z transeptem, posiadająca także zachodni pseudotransept, ambit oraz wieniec kaplic. Bazylika znajduje się na Nowym Rynku. Pierwsze zapiski o kościele w tym miejscu pochodzą z 1298, obecnie jest to największy kościół hanzeatyckiego miasta Stralsund, a sama świątynia jest arcydziełem środkowo-europejskiego późnego gotyku. W latach 1549–1647 był to prawdopodobnie najwyższy budynek świata (według niektórych źródeł, do 1625 roku wyższy od stralsundzkiego kościoła był kościół św. Olafa w Tallinnie).
Obecnie wieża Kościoła Mariackiego ma wysokość 104 m, a z tarasu widokowego umiejscowionego na jej szczycie wieży rozciąga się panorama obejmująca Stralsund i okolice oraz wyspę Rugię.

## Historia budowy
Kościół Mariacki w Stralsundzie jest najwcześniej wybudowaną, z wyjątkiem kościoła św. Mikołaja w Lüneburgu, ceglaną bazyliką zbudowaną na północnych obszarach Europy Środkowo-Wschodniej.
Świątynia była wzorowana na Kościele Mariackim w Lubece. Zastosowano wiele rozwiązań i elementów charakterystycznych dla okresu późnego gotyku. Łuki przyporowe schowano już pod dachami przykrywającymi nawy boczne, typowe dla architektury gotyckiej skarpy zostały tu zastosowane w niewielkim stopniu, przez co budowla wydaje się być bardzo lekka. Oryginalna konstrukcja chóru, ambit doświetlony mniejszymi oknami, monumentalne nawy, a zwłaszcza wspaniały ołtarz, to wszystko powoduje, że Bazylika Mariacka w Stralsundzie odbiega od swojego pierwowzoru z Lubeki, jednakże obie budowle to wspaniały przykład gotyku.
W 1382 runęła pierwsza wieża kościoła, zniszczeniu uległ także oryginalny chór oraz część głównej nawy, przyczyna tego wypadku tkwiła w zbyt słabych fundamentach. Niezwłocznie po tych wydarzeniach przystąpiono od odbudowy świątyni. W 1411 na sygnaturce kościoła zamontowano zegar wraz z dzwonami. W 1416 położono kamień węgielny pod budowę nowej wieży, początkowo wznoszono potężny trzon wieży, następnie obudowano go czterema mniejszymi wieżyczkami, tego typu konstrukcja jak na ówczesne czasy była unikatowa. Również w 1416 od strony południowej kościoła wzniesiono kaplicę św. Apolonii, jako zadośćuczynienie za spalenie trzech tutejszych księży.
Po odbudowie wieża kościoła liczyła sobie 151 metrów, przez co po zawaleniu się wieży katedry w Lincoln świątynia mogła zostać najwyższym budynkiem na świecie. W 1647 w wieżę trafił piorun i zniszczył ją. Obecny wygląd wieża uzyskała w 1708, kiedy to przykryto ją barokowym hełmem.
Obecne wyposażenie kościoła jest tylko namiastką pierwotnie bogato zdobionego wnętrza. Największe straty w wystroju świątyni nastąpiły podczas reformacji w 1647, gdy podburzony tłum mieszkańców dokonał splądrowania bazyliki.
W latach 1807–1810 kościół stracił swoją sakralną funkcję i był wykorzystywany przez wojska napoleońskie jako koszary oraz spichlerz.
W dniu 6 października 1944 miały miejsce ciężkie naloty amerykańskiego lotnictwa, spowodowały one także uszkodzenia bazyliki – zwłaszcza powierzchni dachu oraz okien. Już w 1947 rozpoczęto powolną renowację świątyni.
Obecnie trwa obszerna restauracja kościoła, obejmująca także odtworzenie olbrzymich witraży. Niestety jej przebieg poważnie zakłócił pożar, który wybuchł w nocy z 14 na 15 czerwca 2005.